# St Neots
St Neots – miasto w Anglii, w hrabstwie Cambridgeshire, w dystrykcie Huntingdonshire. Leży 27 km na zachód od miasta Cambridge i 81 km na północ od Londynu. W 2001 roku miasto liczyło 14 937 mieszkańców.